# Clairauts sætning
I matematisk analyse siger Clairauts sætning, at, hvis en funktion
{\displaystyle f:A\to \mathbb {R} },
hvor {\displaystyle A\subseteq \mathbb {R} ^{n}}, har kontinuerte partielle afledede af anden orden i hele {\displaystyle A}, så gælder for alle {\displaystyle i,j\in \{1,\dots ,n\}} og alle {\displaystyle a\in A}, at
{\displaystyle {\frac {\partial ^{2}f}{\partial x_{i}\,\partial x_{j}}}(a)={\frac {\partial ^{2}f}{\partial x_{j}\,\partial x_{i}}}(a).}
Med andre ord, de partielle afledede af funktionen kommuterer i punktet {\displaystyle a}. Sætningen er opkaldt efter den franske matematiker Alexis Clairaut.
| Matematik | Spire Denne artikel om matematik er en spire som bør udbygges. Du er velkommen til at hjælpe Wikipedia ved at udvide den. |